# Sara Maldonado
Sara Maldonado Fuentes (Xalapa, 10 mars 1980), est une actrice mexicaine.

## Télévision

### Telenovelas
| Année     | Titre                  | Rôle                         | Chaîne            |
| --------- | ---------------------- | ---------------------------- | ----------------- |
| 2001-2002 | El juego de la vida    | Lorena Álvarez               | Televisa          |
| 2002      | Viva el sueño          | Herself                      |                   |
| 2002-2003 | Clase 406              | Tatiana Del Moral            | Televisa          |
| 2004      | Corazones al límite    | Diana Antillón de la Reguera | Televisa          |
| 2006      | Mundo de fieras        | Paulina Cervantes Bravo      | Televisa          |
| 2007-2008 | Tormenta en el paraíso | Aymar Lazcano Mayu           | Televisa          |
| 2010      | Capadocia              | Monserrat "Monse" Olmos      |                   |
| 2010      | Aurora                 | Aurora Ponce de León         | Telemundo         |
| 2011      | La Reina del sur       | Verónica Cortés              | Telemundo         |
| 2011      | El octavo mandamiento  | Camila San Millán            | Cadenatres        |
| 2014      | Camelia la texana      | Camelia Pineda "La Texana"   | Telemundo         |
| 2016-2017 | Perseguidos            | Patricia "La Perrys" Arévalo | Imagen Televisión |
| 2017      | Las Malcriadas         | Laura Espinosa               | TV Azteca         |

### Séries
| Année | Titre      | Rôle                    | Chaîne            | Note                |
| ----- | ---------- | ----------------------- | ----------------- | ------------------- |
| 2007  | 13 Miedos  | Vanessa                 | Televisa          | Épisode: "Vive"     |
| 2007  | El Pantera |                         | Televisa          | Épisode: "La Monja" |
| 2010  | Capadocia  | Monserrat "Monse" Olmos | HBO Latin America |                     |

### Vidéos musicales
| Année | Thème musical       | Artiste      |
| ----- | ------------------- | ------------ |
| 2003  | ¿Quién te dijo eso? | Luis Fonsi   |
| 2009  | Pruébamelo          | Gloria Trevi |